# 刘华春
刘华春（1905年—1993年），男，江西吉安人，中华人民共和国军事人物，中国人民解放军少将，曾任成都军区后勤部顾问。